# Christen Heiberg (amtmand)
 For alternative betydninger, se Christen Heiberg. (Se også artikler, som begynder med Christen Heiberg)
Christen Heiberg (født 21. februar 1737 i Vinje i Telemarken, død 21. april 1801) var en dansk-norsk amtmand. Han var far til Iver Først Heiberg.
Faderen, Anders Pedersen Heiberg (død 1751), var sognepræst i Vinje siden 1734; moderen hed Sophie Christensdatter, født Heiberg (død 1750). Han var i nogen tid fuldmægtig hos sorenskriver M. Falch på Søndmøre, blev 1761 volontær i rentekammerets norske søndenfjældske kontor og 1764 fuldmægtig sammesteds, 1766 foged over Nordhordland og Voss, 1778 amtmand i Finmarkens Amt og 1787 amtmand på Bornholm. Han var siden 4. marts 1767 gift med Anne Margrethe,
født Først (Fürst) (født 30. december 1736, død 7. november 1816), datter af sognepræst til Lille Lyngby i Sjælland Iver Henriksen Først og Margrethe Pedersdatter, født Angel. Heiberg var i årene 1784-1785 i København i en kommission angående Finnmarkens handel, i hvilken anledning han forfattede et Forslag til Finmarkens Opkomst, der anbefaler frihandel, en købstads anlæg med mere, og som er trykt i Hermoder (V, 13. st., s. 87 ff. (Kristiania 1800).